# Nikolaos Morakis
Nikolaos Morakis (n. secolul al XIX-lea) a fost un trăgător de tir ce a reprezentat Grecia, medaliat olimpic. A participat la o ediție a Jocurilor Olimpice (1896) în care a câștigat o medalie de bronz.